# باربرا تيلدن
باربرا تيلدن (بالإنجليزية: Barbara Tilden)‏ هي لاعب هوكي الحقل نيوزيلندية، ولدت في 26 نوفمبر 1955.

## وصلات خارجية
- باربرا تيلدن على موقع أوليمبيديا (الإنجليزية)